# Stazione di Rionero-Atella-Ripacandida
Stazione di Rionero-Atella-Ripacandida vasútállomás Olaszországban, Rionero in Vulture településen.

## Vasútvonalak
Az állomást az alábbi vasútvonalak érintik:
- Foggia-Potenza-vasútvonal

## Kapcsolódó állomások
A vasútállomáshoz az alábbi állomások vannak a legközelebb:
- Stazione di Forenza
- Stazione di Barile